# Reignier-Ésery
Reignier-Ésery är en kommun i departementet Haute-Savoie i regionen Auvergne-Rhône-Alpes i sydöstra Frankrike. Kommunen ligger i kantonen Reignier-Ésery som tillhör arrondissementet Saint-Julien-en-Genevois. År 2022 hade Reignier-Ésery 8 112 invånare.

## Befolkningsutveckling
Antalet invånare i kommunen Reignier-Ésery
| Referens: INSEE |